# Maurice Rheims
Pour les articles homonymes, voir Rheims.
Maurice Prosper Gilles Rheims, né le 4 janvier 1910 à Versailles et mort le 6 mars 2003 à Paris, est un commissaire-priseur, historien d'art et écrivain français, membre de l’Académie française.

## Biographie

### Jeunesse et formation
Né dans une famille juive lorraine de minotiers, de fonctionnaires et d'officiers (son père Léon Rheims, général en 1930 fut blessé à Verdun), il a fait ses études au lycée parisien Janson-de-Sailly, avant d'entrer à l'École du Louvre. Maurice Rheims était aussi diplômé de l'École des hautes études (Sorbonne).
Pendant la guerre de 1939-1945, il est arrêté comme juif et interné à Drancy dont il est libéré grâce à ses relations dans la haute administration de Vichy. Il rejoint la Résistance où il participe à des filières d'évasion vers la Suisse puis les Forces françaises libres en Afrique du Nord où il est officier du 5e Génie. Puis il exerce le commandement en second du premier groupe de commandos parachutistes en Algérie.

### Commissaire-priseur
Ceci est contredit par Corinne Hershkovitch et Didier Rykner dans La Restitution des œuvres d'art. Solutions et impasses (Hazan, 2011, p. 54) : « de mars à juin 1942 Me Rheims, alors seul juif autorisé à pénétrer dans les locaux de l'hôtel Drouot, dispersa au cours d'une dizaine de vacations l'intégralité de la collection de plusieurs centaines de tableaux italiens de Federico Gentili di Giuseppe, citoyen italien de confession juive mort en 1940, dont l'appartement de l'avenue Foch avait été réquisitionné, et les deux enfants avaient fui la France. »
Dès juin 1941, le Commissariat général aux questions juives avait interdit « d’une manière absolue » l’entrée des juifs dans l’hôtel des ventes parisien ; bravant cette mesure, l’antiquaire Gaston Meyer, neveu d’Élie Fabius, s’y rendit, mais il fut reconnu par un confrère qui le fit expulser.
En ce qui concerne la collection de 333 tableaux d'Adolphe Schloss, citoyen autrichien naturalisé français en 1871 et mort en 1911, soit une des plus importantes collections d'œuvres de maîtres du Nord constituées en Europe au XIXe siècle, conservée par ses héritiers à Paris jusqu'en 1939 puis transférée dans un château corrézien, Corinne Hershkovitch et Didier Rykner indiquent qu'en 1945 le Musée du Louvre leur restitua les 49 tableaux « préemptés » en août 1943 par ses conservateurs René Huyghe et Germain Bazin, en présence de Darquier de Pellepoix, commissaire général aux Questions Juives, pour la somme de 19 millions de francs — sur les 262 apportés au Jeu de Paume. Sur les 230 autres qui furent envoyés à Munich sept ont été retrouvés en Allemagne, dont deux dans la collection de Hitler.
Les mêmes auteurs n'évoquent pas la vente aux enchères citée par Rheims, qui peut être la vente de 70 tableaux de l'« ex-collection Schloss » qui eut lieu à Paris le 25 mai 1949.
Commissaire-priseur de 1935 à 1972, Rheims fut l'un des premiers à traiter de l'art des années 1900 et à faire connaître un style jusque-là dédaigné, sauvant ainsi de la destruction plusieurs brillants témoignages de cette époque (Maison Guimard).
Le général de Gaulle l'aurait accueilli par ces mots à une réception au Palais de l'Élysée : « Alors, Rheims, toujours votre coupable industrie ? ».
Il est intervenu dans l'évaluation de la dation des œuvres de Bonnard et de Picasso et fut l'exécuteur testamentaire de Paul et Hélène Morand en 1976. Il était aussi, depuis 1972, expert près la Cour d'appel et le tribunal de grande instance de Paris.
Son style s'illustre, par exemple dans le Saint-Office, par un récit riche en références, dense et sarcastique.
Élu à Académie française le 20 mai 1976, il y fut reçu le 17 février 1977 ; il a ainsi occupé le 32e fauteuil laissé vacant par la mort de Robert Aron. Maurice Rheims est membre du Comité d’Honneur de l’« Association pour la sauvegarde et l’expansion de la langue française » (ASSELAF), tout comme Pierre Grimal, Philippe de Saint Robert, Roger Minne, Christian de Duve ou Violaine Vanoyeke par exemple.
Il était grand-croix de la Légion d'honneur et avait reçu d'autres décorations, comme la Croix de guerre (quatre citations), la médaille de la Résistance, officier des Arts et des Lettres.

### Famille

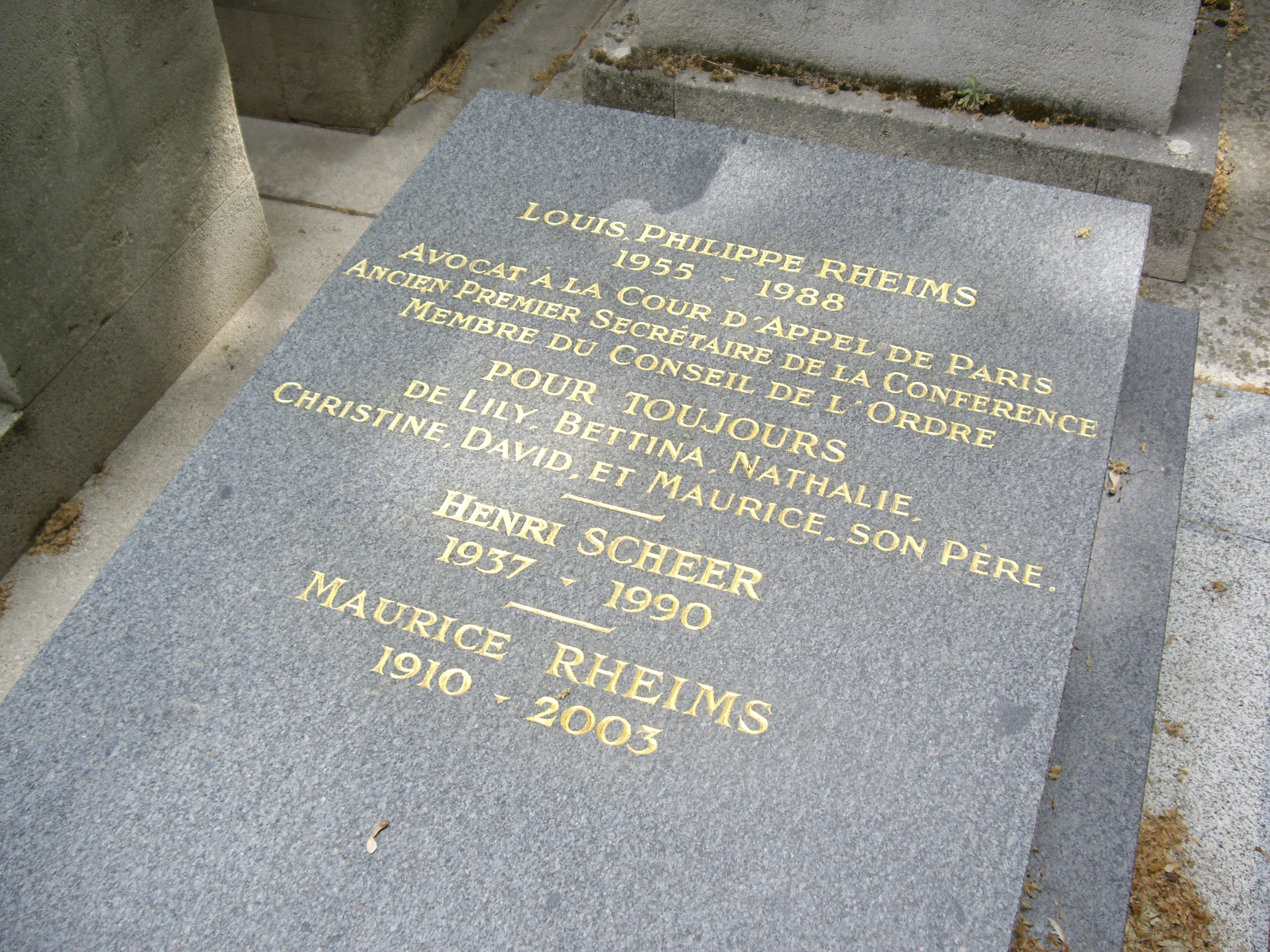
Tombe au cimetière du Montparnasse.

Il est le père de la photographe Bettina Rheims (auteur en 1995 du portrait officiel de Jacques Chirac, président de la République) et de la comédienne-écrivain Nathalie Rheims.
Son fils Louis, avocat, est mort d'un cancer à 33 ans en 1988.

## Décorations

### Décorations françaises
Grand-croix de la Légion d'honneur
 Croix de guerre 1939-1945 (quatre citations)
 Médaille de la Résistance française
 Officier de l'ordre des Arts et des Lettres

### Décorations étrangères
Grand officier de l'ordre du Mérite de la République italienne‎

## Ouvrages
- Les Musées de France (Hachette Livre)
- Un Carpaccio en Dordogne (Éditions Julliard)
- Le Cheval d’argent (Éditions Julliard)
- L’Objet 1900 (Arts et métiers graphiques, 1964)
- La Situation de la peinture contemporaine (Hazan)
- L’Art 1900 ou le style Jules Verne (Arts et métiers graphiques)
- La Sculpture au XIXe siècle (Arts et métiers graphiques)
- La Vie étrange des objets (Plon)
- La Vie d’artiste, couronné par l’Académie française (Grasset)
- Le Luthier de Mantoue (Flammarion, 1972)
- Haute Curiosité (Robert Laffont, 1975)
- La Main ([Éditions Julliard, 1977)
- L’Enfer de la curiosité (Albin Michel, 1979)
- Les Collectionneurs (Ramsay, 1981)  (ISBN 978-284114579-9)
- Le Saint Office (Gallimard, 1983)  (ISBN 978-207037674-2)
- Attila, laisse ta petite sœur tranquille (Flammarion, 1985)
- Harlem Noir (La Différence, 1985)
- Les Greniers de Sienne (Gallimard, 1990)
- Les Fortunes d’Apollon ([Éditions du Seuil, 1990)
- Dictionnaire des mots sauvages (Éditions Larousse, 1991) - néologismes
- Apollon à Wall Street (Éditions du Seuil, 1992)
- En tous mes états - entretiens avec François Duret-Robert (Gallimard, 1993)
- Les Forêts d’argent (Gallimard, 1995)
- Une mémoire vagabonde (Gallimard, 1997)
- Crise mine (Odile Jacob, 1998)
- Nouveau voyage autour de ma chambre (Gallimard, 2000)